# خالدة بنت هاشم
خالدة بنت هاشم شَاعِرة جاهلية من شواعِر العرب وحَكيمة من حَكيماتهم. من قَبيلة قريش وهي ابنة هاشم بن عبد مناف والأخت غير الشقيقة لعبد المطلب بن هاشم وعمة أبو لهب وحمزة بن عبد المطلب والعباس بن عبد المطلب وأبو طالب بن عبد المطلب وصفية بنت عبد المطلب وعبد الله بن عبد المطلب والِد النبي محمد. وكَانت تُسَمى «قبة الديباج» لها شِعر في رثاء أبيها، وأبيات في شأن آخر.

## نسبها
- هي: خالدة بنت هاشم بن عبد مناف بن قصي بن كلاب بن مرة بن كعب بن لؤي بن غالب بن فهر بن مالك بن النضر بن كنانة بن خزيمة بن مدركة بن إلياس بن مضر بن نزار بن معد بن عدنان.[3]
- أمها: واقدة بنت أبي عدي بن عبد نهم بْنِ مَازِنِ بْنِ صَعْصَعَةَ المازنية.[4]

## إخوتها
- عبد المطلب بن هاشم
- أسد بن هاشم
- صيفي بن هاشم
- أبو صيفي بن هاشم
- نضلة بن هاشم
- الشفاء بنت هاشم
- ضعيفة بنت هاشم
- رقية بنت هاشم
- حية بنت هاشم

## ما جاء عنها
قيل أنها قالت لأخ لها وقد سمعته تجهم صديقاً له: أيَ أُخي لا تطلع من الكلام إلا ما قد روأت قبل ذلك ومزجته بالحلم وداويته بالرفق فإن ذلك أشبه بك.
فسمعها جدها عبد مناف بن قصي فقام إليها وحضنها وقبلها. وقال: واهاً لكِ يا قبة الديباج فكانت تُلقب بِذلك.
ولما توفي أبوها هاشم بن عبد مناف قالت خالدة ترثيه:
وقالت أيضاً ترثيه:
وحفر هاشم بن عبد مناف  بئراً ثم جاء عبد المطلب بن هاشم فوهَبها لولد عمه عدي بن نوفل وذلك حين حفر بئر زمزم وكثر الماء بمكة. فقالت خالدة:
نحن وهبنا لعدي سَجْله في تربة ذات عَذاة سهله
تروي الحجيج زُغْلَةً فزغله.